# Герб Мишеронского
Герб Мишеронского — официальный символ городского поселения Мишеронский, Московской области. 
Герб утвержден Решением Совета депутатов городского поселения Мишеронский от 08.11.2010 № 5/11 и внесен в Государственный геральдический регистр Российской Федерации под номером 6757.

## Описание герба
«В зеленом поле с включенной узкой лазоревой оконечностью поверх всего — серебряный, в золотом ошейнике с таковой же подвешенной к нему медалью, медведь, сидящий (с передними лапами, лежащими на коленях задних) на серебряном узком постаменте».
Герб городского поселения Мишеронский может воспроизводиться с вольной частью в соответствии со ст. 10 Закона Московской области № 183/2005-ОЗ "О гербе Московской области".

## Обоснование символики
Возникновение центра городского поселения — поселка Мишеронский — связано со строительством стекольного завода на реке Мишеронке. Строительство началось 13 сентября 1835 года, а уже 24 января 1837 года произошел пуск завода. 
Мишеронский завод Костеревых постоянно рос и со временем стал один из крупнейших предприятий в округе. Исследователи отмечают, что вырабатываемая здесь продукция "отличалась разнообразием: разноцветная винная посуда, специальные заказы из костяного стекла, плафоны разных размеров, лампады, фигурные изделия, в том числе белый и чёрный медведь, рыба карась из цветного стекла, гитары из хрустального стекла, цветочницы и много других изделий". И сейчас еще в некоторых домах хранятся и используются изготовленные на заводе бутыли. 
Продукция Мишеронского завода Костеревых много раз экспонировалась на всероссийских и международных выставках. Кувшины из цветного стекла, бутылки для дорогих вин различные оригинальные изделия неоднократно отмечались на выставках серебряными и золотыми медалями.
Изображенный в гербе медведь на постаменте повторяет форму декоративной бутылки, ставшую своеобразной визитной карточкой завода. Оригинальная композиция бутылки символизирует профессионализм и высокое художественное мастерство местных стекловаров.
Крепкая производственная основа, созданная купцами Костеревыми, стала залогом того, что и в XX столетии завод оставался одним из ведущих предприятий стекольной промышленности. Здесь успешно продолжали работать над созданием новых уникальных технологий, позволивших заводу стать крупнейшим производителем оконного стекла.
Серебро — символ чистоты и совершенства, мира и взаимопонимания.
Золото — символ богатства, стабильности, уважения и интеллекта.
Зеленое поле и лазоревая оконечность повторяет основные цвета герба Шатурского муниципального района, что символизирует общность территории и единство городского поселения и муниципального района.
Голубой цвет — символ чести, истины, духовности, добродетели и чистого неба.